# Cacula
Cacula é uma cidade e município da província da Huíla, em Angola.
Tem 3 445 km² e cerca de 65 mil habitantes. É limitado a norte pelo município de Quilengues, a leste pelos municípios de Caluquembe e Quipungo, a sul pelo município de Chibia, e a oeste pelo município do Lubango.
O município é constituído pela comuna-sede, correspondente à cidade de Cacula, e pelas comunas de Chituto, Viti Vivali e Chicuaqueia.